# YIPS
YIPS é uma perda repentina e inexplicável da capacidade de executar certas habilidades. Ocorre principalmente em atletas profissionais. Os sintomas do incluem a perda de habilidades motoras finas e problemas psicológicos que impactam na memória muscular e na tomada de decisões dos atletas, deixando-os incapazes de realizar habilidades básicas de seu esporte.
Os tratamentos comuns incluem terapia clínica, bem como a reorientação da atenção para a biomecânica dos movimentos.  Uma ocorrência de YIPS pode durar pouco tempo ou exigir ajustes de longo prazo na técnica antes que a recuperação ocorra. Os piores casos são aqueles em que o atleta não se recupera, obrigando o jogador a abandonar o esporte ao mais alto nível.

## No golfe
No golfe, o YIPS costuma interferir na tacada. A origem do termo, aliás, teria sido foi popularizada por Tommy Armour — um campeão de golfe e mais tarde professor de golfe — para explicar as dificuldades que o levaram a abandonar os torneios. Ao descrever o YIPS, os jogadores de golfe usaram termos como espasmos, cambalhotas, nervosismo e empurrões . O distúrbio afeta entre 25% e 50% de todos os jogadores de golfe maduros. Pesquisadores da Clínica Mayo descobriram que 33% a 48% de todos os jogadores de golfe experientes já sofreram com YIPS. Jogadores com mais de 25 anos de experiência parecem mais propensos ao distúrbio.
Embora a causa exata ainda seja desconhecida, uma possibilidade estudada é a de alterações bioquímicas no cérebro relacionadas ao envelhecimento. O uso excessivo dos músculos envolvidos e as intensas demandas de coordenação e concentração podem agravar o problema. Deixar de jogar golfe por um mês às vezes ajuda. A distonia focal é mencionada como outra possível  causa dos latidos.
Alguns dos golfistas profissionais gravemente afetados por YIPS são Ernie Els, David Duval, Pádraig Harrington, Bernhard Langer, Ben Hogan, Harry Vardon, Sam Snead, Ian Baker-Finch e Keegan Bradley, que erraram uma tacada de seis polegadas na rodada final do Campeonato HP Byron Nelson de 2013 devido à condição (embora ele também possa estar sofrendo de estrabismo ). </link> No Waste Management Open de 2015, o analista de golfe Nick Faldo sugeriu que Tiger Woods poderia estar sofrendo de YIPS.
As intervenções que buscam tratar o YIPS têm sido poucas e raras. Alguns jogadores de golfe tentaram mudar o taco, a aderência ou até mesmo trocar de mãos. No entanto, estas estratégias trouxeram apenas um alívio temporário. </link>

## No tênis
No tênis, o YIPS afeta com mais frequência o (segundo) saque, levando a múltiplas faltas duplas. Vários jogadores renomados foram afetados por YIPS  nos últimos anos, dentre eles Alexander Zverev em 2019, e Aryna Sabalenka no início de 2022.  Zverev cometeu um recorde de 20 faltas duplas em sua derrota na primeira rodada do Cincinnati Masters de 2019 contra Miomir Kecmanovic, enquanto Sabalenka cometeu 39 faltas duplas em suas duas derrotas na primeira rodada nos torneios Adelaide 1 e Adelaide 2 de 2022. Na década de 2000, Guillermo Coria, ex-número 3 do mundo, sofreu com problemas de serviço.

## No críquete
No críquete, o YIPS se aplicam principalmente aos jogadores de bowling . A aflição parece envolver os jogadores que têm problemas para liberar a bola no final da ação. </link> Um exemplo disso foi Keith Medlycott, que ao chegar à seleção inglesa foi forçado a abandonar o esporte. Outro jogador, Gavin Hamilton, tendo jogado um Teste como um jogador versátil, abandonou em grande parte o bowling de ritmo médio do braço direito, seguindo os latidos. Ele não fez outra aparição no teste, mas teve uma carreira no One Day International pela Escócia, predominantemente como batedor especialista. Collins Obuya foi uma das estrelas da Copa do Mundo de 2003 do Quênia - ele ganhou um contrato com o Warwickshire por causa disso - mas após uma lesão ele encontrou dificuldades em seu jogo de boliche, passando mais tarde por uma fase em que apareceu como batedor especialista em partidas internacionais. . Outros jogadores que tiveram problemas semelhantes incluem Ian Folley, de Lancashire, e o jogador de críquete das Índias Ocidentais , Roger Harper .
O psicólogo esportivo do time de críquete da Inglaterra, Dr. Mark Bawden, também sofreu com YIPS quando era adolescente. Ele concluiu um doutorado sobre o tema e publicou um artigo sobre YIPS no Journal of Sports Sciences .

## No beisebol
No beisebol, o YIPS geralmente se manifesta como uma incapacidade repentina de lançar a bola com precisão. É mais aparente em arremessadores e apanhadores, jogadores que mais tocam na bola no jogo, embora os jogadores de posição também estejam sujeitos.
O arremessador do Pittsburgh Pirates, Steve Blass, é um exemplo: de 1964 a 1972, ele foi um exímio arremessador. A partir de 1973, no entanto, perdeu repentinamente o comando, emitindo 84 walks in88+2⁄3 entradas lançadas . Ele se aposentou em 1974 devido à perda contínua de sua habilidade de arremesso.
A "doença de Steve Blass", como ficou conhecida depois disso, foi atribuída a jogadores talentosos - como o jogador da segunda base do New York Yankees, Chuck Knoblauch, ou o jogador da segunda base do Los Angeles Dodgers, Steve Sax - que repentinamente perderam a capacidade de lançar a bola com precisão para o jogador da primeira base . Os problemas de Sax começaram em sua 3ª temporada nas ligas principais, mas ele continuou a jogar na liga e aparentemente se recuperou em 1989, terminando sua carreira em 1994.
O apanhador do New York Mets, Mackey Sasser, não conseguia jogar a bola de volta para o arremessador sem bater com a luva várias vezes - o defensor externo do San Francisco Giants, Brett Butler, certa vez roubou a terceira base durante um latido de Sasser. O problema de Sasser piorou depois de uma colisão em 1990 no home plate com Jim Presley do Atlanta Braves, levando a uma diminuição no tempo de jogo de Sasser e à sua liberação do Seattle Mariners em 1994.
Mark Wohlers, do Atlanta Braves, foi chamado de "o garoto-propaganda da Síndrome de Steve Blass dos anos 1990". Ele se recuperou o suficiente para voltar a lançar, mas não aos níveis anteriores.
Rick Ankiel perdeu o controle como arremessador durante a National League Championship Series de 2000 . Após vários anos de deterioração do desempenho associada a lesões, ele retornou em 2007 como um outfielder produtivo.
Diz-se também que Jon Lester sofreu latidos em suas tentativas de pickoff para a primeira base. Ele não arremessou primeiro em 2014 e teve dificuldade para fazer arremessos precisos no início de 2015. Pelo resto de sua carreira, Lester faria, quando necessário, para lançar uma bola rebatida, ele correria a maior parte do caminho até a 1ª base e lançaria a bola por baixo e em arremessos mais longos a acertaria na grama para reduzir as chances de jogá-la além do bolsa. Sua equipe também tentou compensar o problema com seus apanhadores lançando 'escolhas para trás' para a primeira base, bem como os lançamentos regulamentares para a segunda.
Hayden Hurst, candidato a arremessador da liga secundária do Pittsburgh Pirates, foi tão afetado pelos latidos que deixou o beisebol e foi para a Universidade da Carolina do Sul para jogar futebol. Em 26 de abril de 2018, ele foi convocado na primeira rodada do Draft da NFL de 2018, 25º no geral, pelo Baltimore Ravens como tight end .
A ESPN apresentou uma história sobre o retorno de Luke Hagerty dos yips em 2019. Ele nunca mais jogou depois de ser escolhido em 32º lugar geral pelo Chicago Cubs no draft de 2002.

## Na ginástica
Na ginástica artística, os "twisties" são uma perda repentina da capacidade do ginasta de manter o controle do corpo durante as manobras aéreas, com o ginasta sentindo algo semelhante a uma experiência fora do corpo no ar. Muitos ginastas também referem uma sensação de desorientação ou desconhecimento de onde está o solo. Isso aumenta a chance de ocorrer uma lesão grave ou crítica caso a ginasta esqueça no momento como realizar a manobra com segurança. A ginasta norte-americana Simone Biles sofreu torções durante os Jogos Olímpicos de Verão de 2020 em Tóquio, o que a levou a abandonar a competição após a final geral da equipe feminina ; Mais tarde, Biles voltou a realizar uma rotina reduzida na final da trave, conquistando a medalha de bronze.
As ginastas norte-americanas Laurie Hernandez e Aleah Finnegan afirmaram que tiveram "reviravoltas" durante sua carreira e falaram em apoio a Biles durante os jogos de 2021. Finnegan afirmou: "Não consigo imaginar o medo de que isso aconteça com você durante a competição. Você não tem absolutamente nenhum controle sobre seu corpo e o que ele faz."
Na ginástica de trampolim, a condição é normalmente chamada de "síndrome do movimento perdido". A ginasta olímpica de trampolim Bryony Page discutiu sua experiência pessoal com a condição enquanto se preparava para competir nas Olimpíadas de 2016 .

## Em outros esportes
O YIPS também afeta jogadores de outros esportes. Os exemplos incluem os respectivos arremessos de lance livre de Markelle Fultz e Chuck Hayes no basquete . Nos dardos, é conhecido como dartite, sendo o pentacampeão mundial Eric Bristow um exemplo de sofredor. Na National Football League (NFL), um placekicker normalmente confiável que começa a ter dificuldades também tem YIPS.
Stephen Hendry, sete vezes campeão mundial de sinuca, disse após sua derrota para Mark Williams no Campeonato do Reino Unido de 2010 que sofria de latidos há dez anos e que a condição afetou sua capacidade de dar o taco através da bola, causando-lhe grande dificuldade em recuperar sua antiga forma.